# Pomesanisches Konsistorium
Das Pomesanische Konsistorium war eine Verwaltungsbehörde der lutherischen Kirche (Konsistorium) im Gebiet des Herzogtums und späteren Königreichs Preußen. Es wurde im Jahre 1587 eingerichtet und im Jahre 1751 aufgelöst. Das Konsistorium hatte seinen Sitz in Saalfeld.

## Geschichte
Das Pomesanische Konsistorium war die Nachfolgebehörde der Verwaltung des Bistums Pomesanien. Im weltlichen Territorium der Bischöfe wurde 1527 nach dem Vorbild des Herzogs Albrecht von Preußen durch Bischof Erhard von Queis die Reformation eingeführt. Die außerhalb des Herzogtums Preußen liegenden Teile der Diözese (also die Gegenden um Stuhm, Marienburg und Elbing) waren davon nicht betroffen und entzogen sich der Jurisdiktion der jetzt lutherischen Bischöfe. Nach dem Tod des letzten Bischofs von Pomesanien, Johann Wigand, im Jahre 1587 wurde der Bischofstitel abgeschafft und die geistlichen Befugnisse gingen auf das Konsistorium über, während der Landesherr die hierarchischen Bischofsprivilegien im Rahmen des Summepiskopats an sich brachte.
Das Zuständigkeitsgebiet des Pomesanischen Konsistoriums war mit dem Oberländischen Kreis weitgehend identisch. Das Gebiet umfasste zwei lutherische Erzpriestereien (Preußisch Holland und Saalfeld), in denen jeweils die leitenden Erzpriester die Visitationen durchführten. Für das ehemalige Bistum Samland, das Wigand 1577–1587 mitverwaltet hatte, entstand das Samländische Konsistorium mit Sitz in Königsberg in Preußen. Es umfasste neben dem samländischen Diözesangebiet den im Herzogtum gelegenen Teil des Dözesangebiets des Bistums Ermland, nicht aber das ermländische Hochstift in Preußen königlichen Anteils.
Die preußischen Stände forderten zwar wiederholt die Berufung von Nachfolge-Bischöfen, drangen damit aber beim Landesherrn nicht durch. Ab 1736 setzte der König schließlich einen Generalsuperintendenten ein, der ihm unterstand und die selbständige Konsistorialarbeit beschränkte. 1750 schuf Friedrich II. für die Lutheraner seiner Monarchie (außer den Herrnhutern) das Lutherische Oberkonsistorium Preußen zu Berlin. Im Zuge dessen wurden ein Jahr darauf Pomesanisches und Samländisches Konsistorium zum Preußischen Konsistorium mit Sitz in Königsberg verschmolzen, dem nunmehr der Generalsuperintendent qua Amt vorstand.

## Zusammensetzung

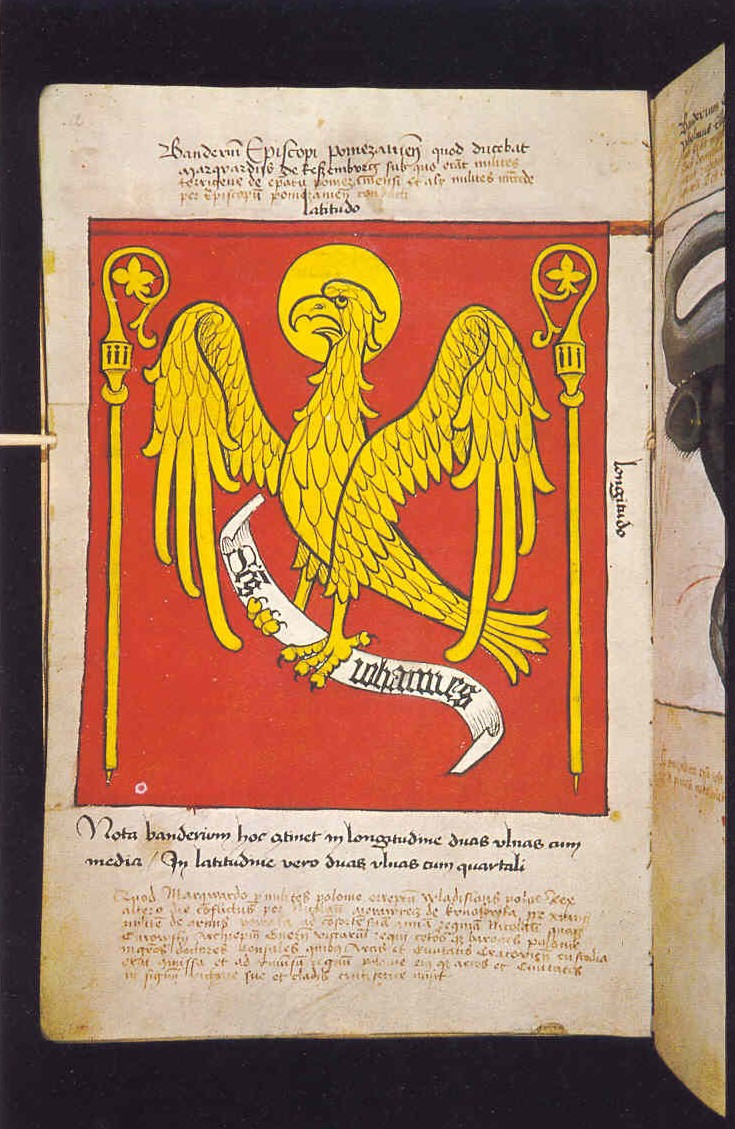
Banner des Bischofs von Pomesanien, wie es in der Schlacht von Tannenberg (1410) geführt wurde

Ein Konsistorium traf seine Entscheidungen kollegial. Das Kollegium bestand aus folgenden sechs Funktionen:
- Ein Präsident mit dem Titel Offizial
- Zwei geistliche Beisitzer (in der Regel die beiden Erzpriester von Saalfeld und Preußisch Holland)
- Zwei weltliche Beisitzer (in der Regel Bürgermeister oder Stadtrichter aus dem Amtsbezirk)
- Ein Notarius Consistorii

Als Amtsgebäude, in dem die Sitzungen stattfanden und die Akten geführt wurden, diente das ehemalige Franziskanerkloster in Saalfeld. Auf dem Grundstück (Saalfeld Nr. 207, später Klosterstraße 2) wurde im Jahre 1901 das Amtsgericht neu errichtet.
Das Amtssiegel zeigte einen Adler mit Spruchband und der Inschrift „St. Johannes“. Die Umschrift lautete: SIGILLUM CONSISTORII POMESANIENSIS. Der Zusammenhang mit dem Wappen der Bischöfe von Pomesanien ist offensichtlich, auch wenn der Heimatforscher Ernst Deegen das nicht bemerkte.